# Comissió Cívica Tricentenari 1715-2015
La Comissió Cívica Tricentenari 1715-2015 és un grup de treball independent constituït per historiadors, lingüistes, mestres, activistes culturals i membres d'entitats molt diverses de les Balears i Pitiüses. L'objectiu compartit amb Obra Cultural Balear és: recordar i divulgar el coneixement d'un fet que va capgirar traumàticament el curs de la història de Mallorca i del que, a escala popular, se'n saben poques fites. Per això s'organitzaran activitats durant el 2015 per a destacar els efectes de la Guerra de Successió a Mallorca. Col·labora amb les entitats Obra Cultural Balear, Fundació Emili Darder, Ateneu Pere Mascaró, Ona Mediterrània, Grup Blanquerna, Assemblea Sobiranista de Mallorca, Institut d'Estudis Catalans, Institut d'Estudis Eivissencs i Es Majoral.
La comissió es va presentar a Can Alcover de Palma el 27 de novembre de 2014. L'entitat agafava el relleu del Tricentenari celebrat a Catalunya l'any 2014 i al País Valencià l'any 2007, amb el lema: Del Decret de Nova Planta al dret de decidir. La presentació va comptar amb la presència d'alguns dels seus membres: Jaume Mateu i Martí, Bartomeu Mestre Sureda, Carles Amengual, Pere Morey Servera, Gabriel Janer Manila, Josep Valero, Jaume Corbera i Josep Muncunill.
Jaume Mateu i Martí, president de l'Obra Cultural Balear, va aclarir que l'objectiu del programa d'actes és donar a conèixer els fets i els efectes de la Guerra de Successió:  En concret, les conseqüències d'aquesta guerra en terme polítics (pèrdua de les institucions d'autogovern), econòmics (augment de la pressió fiscal), socials (repressió política i militarització de la societat) i culturals (marginació de la llengua i la cultura pròpies). Josep Valero va recordar que la Constitució Espanyola de 1978 afirma que la sobirania és del poble espanyol, però no té en compte que aquesta sobirania parteix d'un fet bèl·lic; i Bartomeu Mestre Sureda recordà que: durant aquests 300 anys hi ha hagut una ocultació premeditada de la història de la Guerra de Successió i dels seus efectes.
Durant tot l'any 2015 s'estan celebrant actes públics a tot arreu de les illes: conferències, actes musicals, exposicions, espectacles i trobades, itineraris culturals als llocs significatius de la Guerra de Successió, publicació de llibres, teatre, documentals, activitats per a centres escolars i exposicions d'indumentària d'època. Els membres de la Comissió i la resta de la societat civil col·laboren en activitats sense cap suport econòmic institucional. La comissió ha inclòs a la web oficial del Tricentenari la Cronologia del Tricentenari de la Guerra de Successió a Mallorca, elaborada per Llorenç Buades Castell.